# Горна-Арда
Горна-Арда (болг. Горна Арда) — село в Болгарии. Находится в Смолянской области, входит в общину Смолян. Население составляет 64 человека. Находится на расстоянии 40 км от города Смолян.

## Политическая ситуация
В местном кметстве Горна-Арда, должность кмета (старосты) до 2011 года исполнял Емил Асенов Узунов (Граждане за европейское развитие Болгарии (ГЕРБ)) по результатам выборов правления кметства в 2007 году.